# Bilychnis
Bilychnis è stata una rivista fondata nel 1911 da Dexter G. Whittinghill, rappresentante in Italia di un ramo della Chiesa battista americana, che ne assunse la direzione insieme a Lodovico Paschetto. Edita dalla Facoltà della Scuola Teologica Battista di Roma, iniziò le pubblicazioni nel 1912 chiudendole nel 1931 "ufficialmente per mancanza di fondi", ma probabilmente per "l'inasprimento dell’autoritarismo del regime fascista, soprattutto in riferimento ai rapporti tra lo Stato e i culti ammessi" . Il nome delle rivista è quello della lucerna a doppio lucignolo che i primi cristiani usavano nelle catacombe, a significare le due fiamme della scienza e della fede. La grafica della rivista è di Paolo Paschetto, fratello del direttore Lodovico.
Insieme alla rivista, che intendeva conciliare i valori del cristianesimo, in chiave protestante, con quelli del socialismo, fu creata un’omonima casa editrice che pubblicò i “Quaderni di Bilychnis” e una serie di volumi nella “Biblioteca di studi religiosi”. Tra i suoi principali collaboratori si ricordano studiosi quali Alessandro Chiappelli, Julius Evola Aristarco Fasulo, Carlo Grabher, Giorgio Levi Della Vida, Ettore Lo Gatto, Felice Momigliano, Romolo Murri, Paolo Orano, Raffaele Pettazzoni, Giuseppe Rensi, Luigi Salvatorelli, Adriano Tilgher, Mario Vinciguerra.